# 芬蘭十字戲

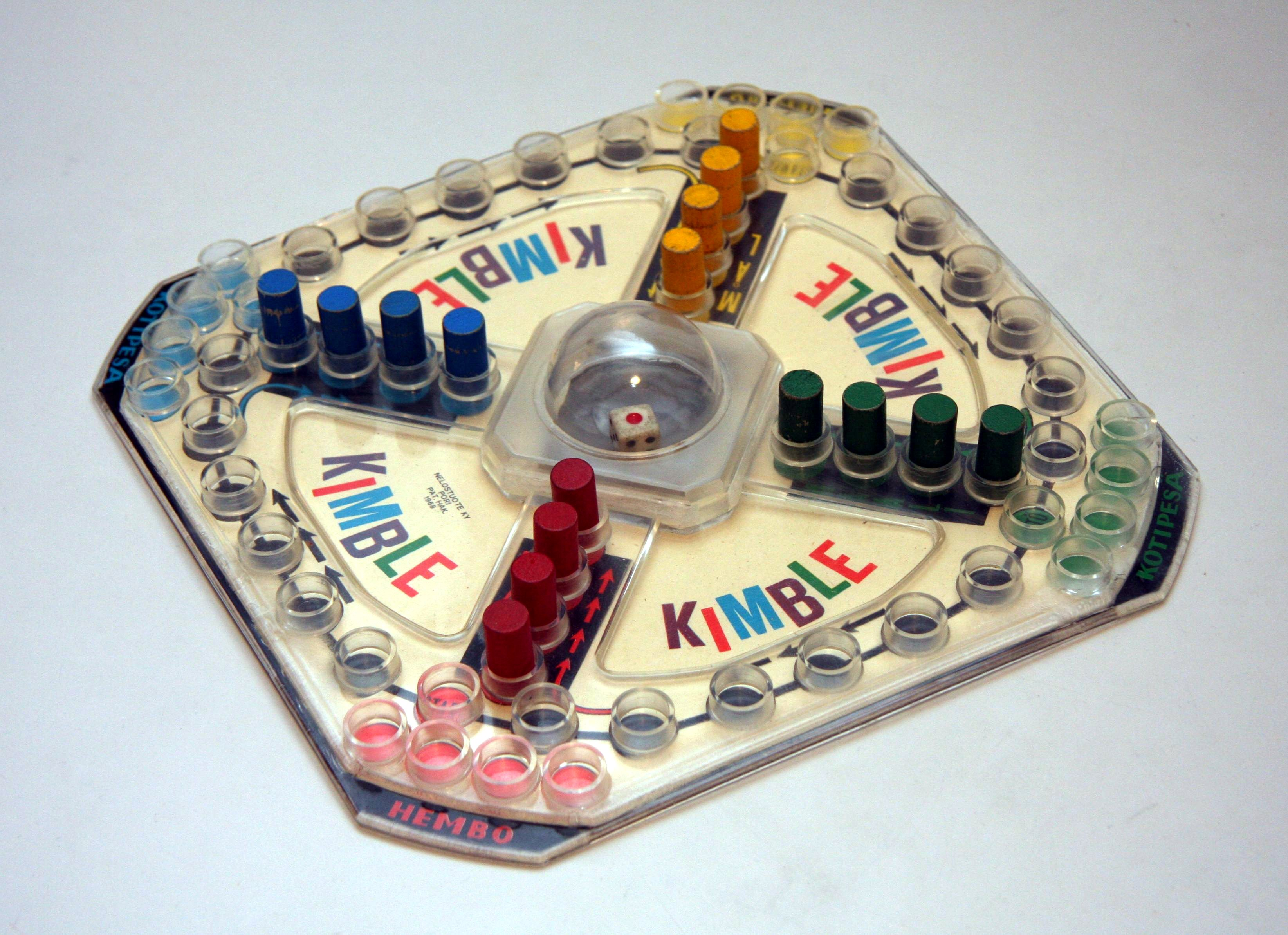
芬蘭十字戲

芬蘭十字戲（芬蘭語：Kimble），為1967年出現於芬蘭的十字戲類遊戲，是美國十字戲的變體，至2003年已經在芬蘭銷售百萬套。
游戏可有2至4个玩家。玩家通过投掷骰子来决定前进方式，游戏的目标是抢在对手之前把自己的四个棋子从本垒绕棋盘走一圈后到达终点。如果棋子走到对手所占的格子，对手的棋子得回归本垒。
芬兰十字戏的推出者是来自波里的阿尔内·赫利亚卡（Aarne Heljakka）。在1960年代中期他家的美国亲戚给他们带来了美国十字戏（Trouble）。1967年赫利亚卡申请到生产许可并成立公司制造芬兰十字戏。游戏的芬兰名字  是赫利亚卡根据当时在电视里热播的《法网恢恢》（The Fugitive）电视剧主角  的名字而取的。
芬兰十字戏的一个特点是棋盘中央的塑料盖，按一下塑料盖的话，底下的金属弹簧就会弹起骰子，而骰子只能在塑料盖里活动。